# 화산로 (서천군)
화산로 (Hwasan-ro)는 충청남도 서천군 화양면 옥포사거리 에서 충청남도 서천군 마산면 을 잇는 도로이다.

## 주요 경유지
충청남도
- 서천군 (화양면 . 기산면 . 마산면)

## 노선
| 이름            | 접속 노선              | 소재지 | 소재지 | 비고 |
| --------------- | ---------------------- | ------ | ------ | ---- |
| 옥포사거리      | 국도 제29호선 (장산로) | 서천군 | 화양면 |      |
| (원동마을 입구) | 충절로                 | 서천군 | 기산면 |      |
| (이름없음)      | 삼일로                 | 서천군 | 마산면 |      |
| 시초동로와 직결 |                        |        |        |      |